# 黒船MOCOMOCO
「黒船MOCO MOCO」（くろふねモコモコ）は、1990年9月7日から1991年9月27日まで日本テレビで放送された情報バラエティ番組である。放送時間は毎週金曜 17:30 - 18:00（JST）。

## 概要
司会からレポーター、コメンテーターまでほぼ全てのレギュラー出演者を日本人以外の外国人で固めた、当時としては「異色」と言われた番組。毎回、身近なことからテーマを選び、それについて外国人の視点でとらえて紹介していった（第1回放送時のテーマは「セーラー服」）。その他、主なコーナーに、オーディションで選ばれた10人のカバーガールとカバーボーイによる「MOCOスチューデンツ」、選ばれた男女の視聴者とレギュラー出演者による「デートコミュニケーション講座」などがあった。
番組タイトルの「MOCO」は「MORE COMMUNICATION」の略であるとしている。

## 出演者

### 司会
- ディーン・ガラム （アフガニスタン出身、当時高校生）[1]
- ティナ[1]

### レギュラー
- ダニエル・カール[2]
- ケント・ギルバート[2]
- ケント・フリック
他多数